# Biển đóng (Luật Quốc tế)
Biển đóng, hay Mare clausum (tiếng Latinh: có nghĩa là "biển kín") là một thuật ngữ được sử dụng trong luật pháp quốc tế đề cập đến một biển, đại dương hoặc một vùng nước có thể đi lại được thuộc quyền tài phán của một quốc gia nhưng bị đóng cửa hoặc không cho các quốc gia khác tiếp cận. Mare clausum trái ngược với Biển mở, có nghĩa là một biển mở cửa để tàu thuyền của tất cả các quốc gia tự do đi lại. Theo nguyên tắc chung được chấp nhận thì các vùng biển quốc tế, đại dương, biển và vùng biển bên ngoài thẩm quyền quốc gia, tất cả đều được mở để tự do hàng hải và được gọi là "vùng biển lớn" hoặc mare liberum. Bồ Đào Nha và Tây Ban Nha bảo vệ chính sách liên kết Biển đóng trong Thời đại Khám phá. Điều này đã sớm bị các quốc gia châu Âu khác thách thức.

## Lịch sử
Từ năm 30 trước Công nguyên đến năm 117 Công nguyên, Đế quốc La Mã đã bao quanh Địa Trung Hải bằng cách kiểm soát phần lớn bờ biển của nó. Người La Mã bắt đầu đặt tên cho biển này là Mare Nostrum (tiếng Latinh: "biển của chúng ta"). Vào thời điểm đó, khoảng thời gian từ tháng 11 đến tháng 3 được coi là nguy hiểm nhất cho tàu thuyền di chuyển, do đó, nó được tuyên bố là "mare clausum" (đóng cửa biển), mặc dù lệnh cấm này có thể chưa bao giờ được thực thi. Theo luật cổ điển, đại dương không phải là lãnh thổ. Tuy nhiên, kể từ thời Trung cổ cộng hòa hàng hải như Cộng hòa Genova và Cộng hòa Venice đã tuyên bố chính sách "Mare clausum" ở Địa Trung Hải. Ngoài ra, các vương quốc Bắc Âu và Anh cũng đã yêu cầu độc quyền đánh bắt cá và chặn tàu nước ngoài trong vùng biển lân cận của họ.

## Biển đóng trong Thời đại Khám phá
Trong Thời đại Khám phá, từ thế kỷ 15 đến thế kỷ 17, việc đi thuyền ven biển là chủ yếu đã chuyển sang khắp đại dương. Do đó, các tuyến đường dài trở thành trọng tâm. Các quốc gia trên bán đảo Iberia là những nước tiên phong trong quá trình này, tìm kiếm quyền sở hữu độc quyền và quyền thăm dò trên các vùng đất được phát hiện và được khám phá. Với số lượng đất đai mới và dòng chảy của sự giàu có, Vương quốc Bồ Đào Nha và các vương quốc Castile và Aragon thống nhất bắt đầu cạnh tranh công khai. Để tránh sự thù địch, họ đàm phán bí mật, được đánh dấu bằng việc ký Hiệp ước Alcáçovas vào năm 1479 và Hiệp ước Tordesillas vào năm 1494.
Giáo hoàng đã giúp hợp pháp hóa và củng cố những tuyên bố này, Đức Giáo hoàng Nicholas V ban hành một nghị định giáo hội Nghị định Romanus Pontifex năm 1455 đã cấm những nước khác đi lại vào vùng biển dưới sự độc quyền của Bồ Đào Nha mà không được phép của vua Bồ Đào Nha. Các vị vua Bồ Đào Nha đã tuyên bố: "Vua Bồ Đào Nha và Algarves, trong và ngoài biển ở Châu Phi, Chúa của Commerce, chinh phục và vận chuyển Ả Rập, Ba Tư và Ấn Độ". Với việc phát hiện ra tuyến đường biển đến Ấn Độ và sau đó là tuyến đường Manila, khái niệm "Mare clausum" trong hiệp ước đã được thực hiện. Chính sách này đã bị chối bỏ bởi các quốc gia châu Âu như Pháp, Hà Lan và Anh, những nước sau đó bị cấm mở rộng và kinh doanh, tư bản, hàng hải, mua bán và lập thuộc địa.
Vào thế kỷ 16 và 17, Tây Ban Nha coi Thái Bình Dương là một biển đóng cửa với các cường quốc hải quân khác. Như lối vào duy nhất được biết đến từ Đại Tây Dương, eo biển Magellan đã được tuần tra bởi các hạm đội được gửi để ngăn chặn lối vào của tàu không phải Tây Ban Nha. Ở Tây Thái Bình Dương, người Hà Lan đe dọa Philippines.

## "Biển đóng" so với "Biển mở"
Vào tháng 2 năm 1603, việc bắt giữ tàu Bồ Đào Nha Santa Catarina 1500 tấn do Công ty Đông Ấn Hà Lan dẫn đến vụ bê bối với một buổi điều trần tư pháp công cộng và một chiến dịch gây ảnh hưởng đến ý kiến công chúng (và quốc tế). Các đại diện của Công ty sau đó đã cho gọi Hugo Grotius, một luật gia của Cộng hòa Hà Lan để dự thảo một luật hàng hải mới gây chấn động.
Năm 1609, Hugo Grotius đưa ra các nguyên tắc tự nhiên của công lý, ông đã xây dựng một nguyên tắc mới rằng biển là lãnh thổ quốc tế và tất cả các quốc gia đều được tự do sử dụng nó để buôn bán trên biển. Một chương của luận án dài đầy lý thuyết của ông mang tên De Jure Prædæ đã được đăng lên báo chí dưới hình thức cuốn sách nhỏ tựa đề Mare Liberum (Biển Tự do). Trong đó Grotius tuyên bố biển tự do, cung cấp lý giải tư tưởng phù hợp cho người Hà Lan chia nhỏ độc quyền thương mại khác nhau thông qua sức mạnh hải quân hùng mạnh của họ (và sau đó thiết lập độc quyền riêng của họ).
Đã có phản hồi về việc này, vào năm 1625 linh mục Bồ Đào Nha Serafim de Freitas đã xuất bản cuốn sách De Iusto Imperio Lusitanorum Asiatico (Đế chế châu Á duy nhất thuộc Bồ Đào Nha) giải quyết từng bước những lý lẽ của người Hà Lan. Bất chấp những lập luận của ông, tình hình quốc tế đòi hỏi phải chấm dứt chính sách Biển đóng, và tự do của biển là một điều kiện thiết yếu cho sự phát triển của thương mại hàng hải.
Nước Anh đã cạnh tranh quyết liệt với người Hà Lan đối với sự thống trị thương mại thế giới, phản đối những ý tưởng của Grotius và tuyên bố chủ quyền đối với các vùng biển quanh quần đảo Anh. Trong Mare clausum (1635), John Selden đặt ra thuật ngữ này, ông nỗ lực để chứng minh rằng biển trên thực tế có khả năng chiếm đoạt tương tự như lãnh thổ trên đất liền. Khi các tuyên bố chủ quyền nảy sinh thành tranh cãi, các quốc gia hàng hải đã điều chỉnh các yêu sách chủ quyền của họ và đặt chúng trên nguyên tắc mở rộng biển từ đất liền. Một công thức khả thi đã được đưa ra bởi Cornelius Bynkershoek trong De dominio maris (1702), hạn chế sự thống trị hàng hải đối với khoảng cách thực tế trong phạm vi bắn của đại bác. Điều này trở nên phổ biến và được mở rộng thành giới hạn 3 dặm.